# Gaston Durel
Pour les articles homonymes, voir Durel.
Gaston Jules Louis Durel, né le 18 février 1879 à Gaillac et mort à Paris le 28 février 1954, est un peintre orientaliste et décorateur français.

## Biographie
Élève de Jean-Paul Laurens, Antoine Guillemet et André Delaistre, sociétaire du Salon des indépendants et du Salon des artistes français dont il est membre de la Section coloniale, il devient secrétaire général des Paysagistes français. Récompensé par la rosette du Ouissam Alaouite, par un Prix de l'Institut, une Bourse de voyage et une mention honorable au Salon des artistes français, il expose dans de nombreuses galeries dont la Galerie Georges Petit.
Ses œuvres sont conservées dans de nombreux musées d'art de province : Toulouse, Lille, Saint-Étienne, Gaillac, entre autres, mais aussi à Casablanca.

## Œuvres[1]
- Jardin oriental et fontaine - Musée des Beaux-Arts de Gaillac
- Marché marocain (au maire-député de Montmartre)
- Peintures de l'église Saint-Jean de L'Aigle
- Peintures du château de la Clochetière à Courtomer (Orne) (détruit)
- Sortie du Sultan de Rabat, Grande mosquée de Paris
- Vue de Moulay-Idriss, Musée de Casablanca

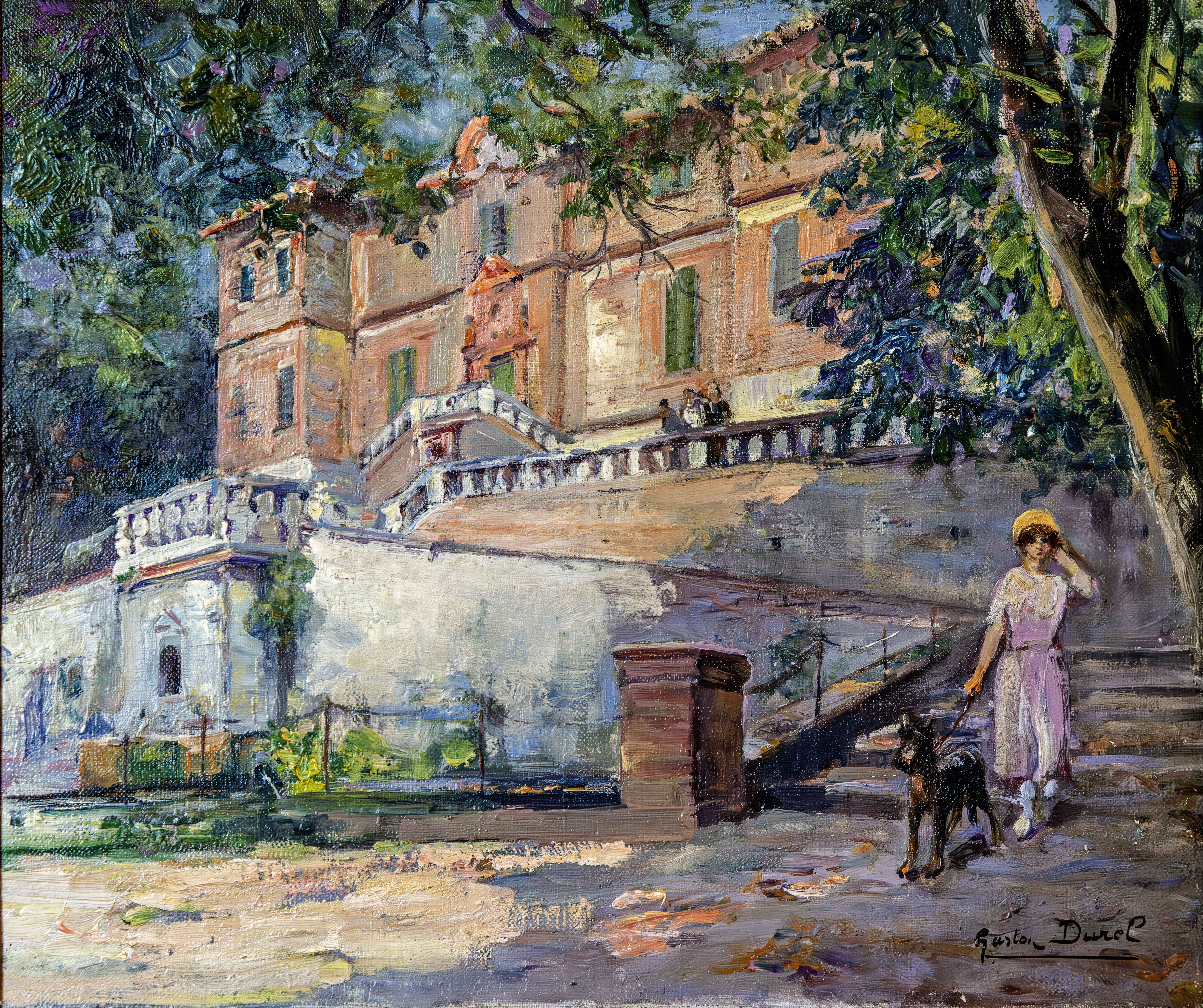
Promenade dans le parc Foucaud à Gaillac, vers 1910, Musée des Beaux-Arts de Gaillac
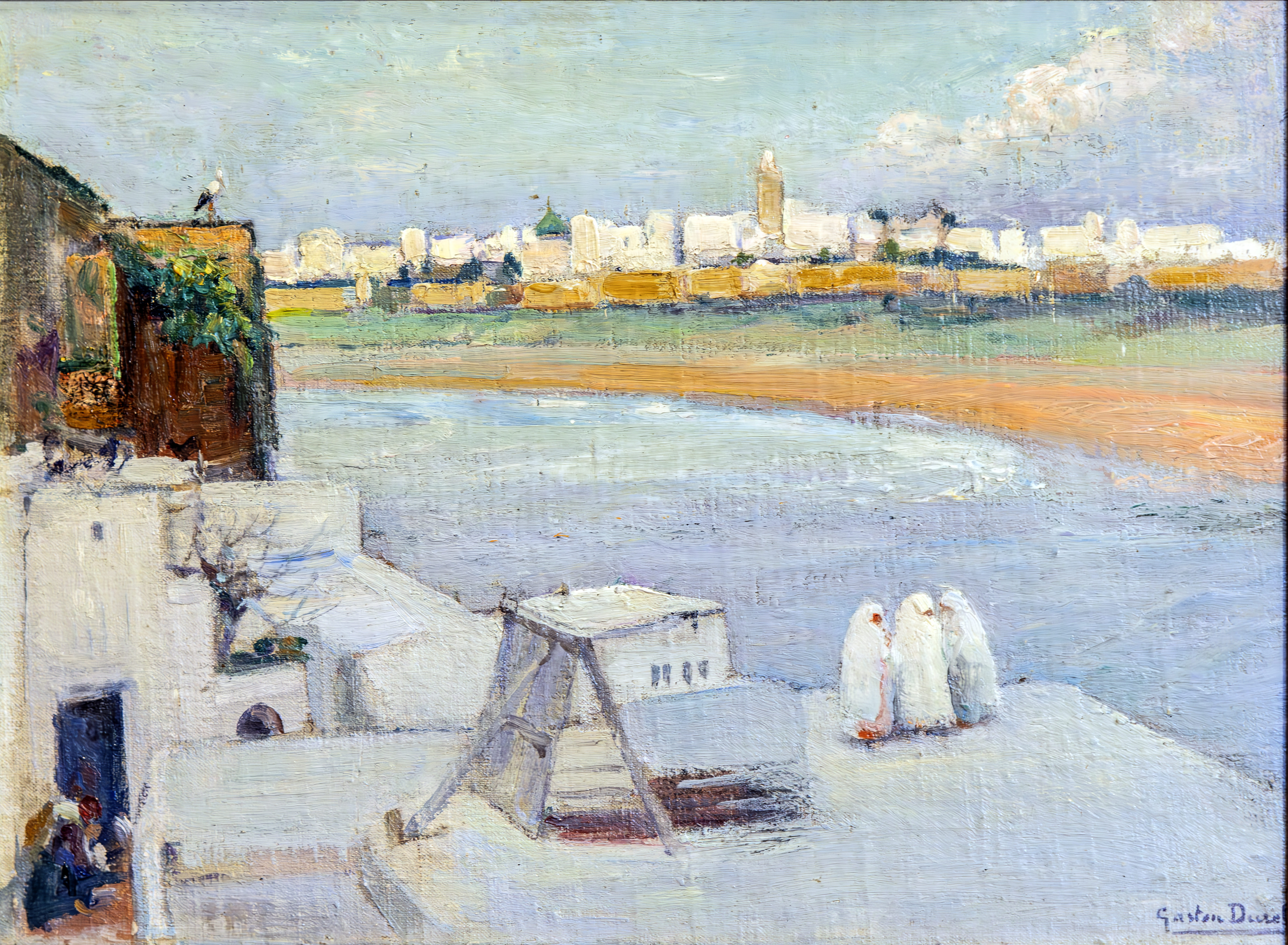
Rabat vue de Bouregreg, 1946, - Musée des Beaux-Arts de Gaillac
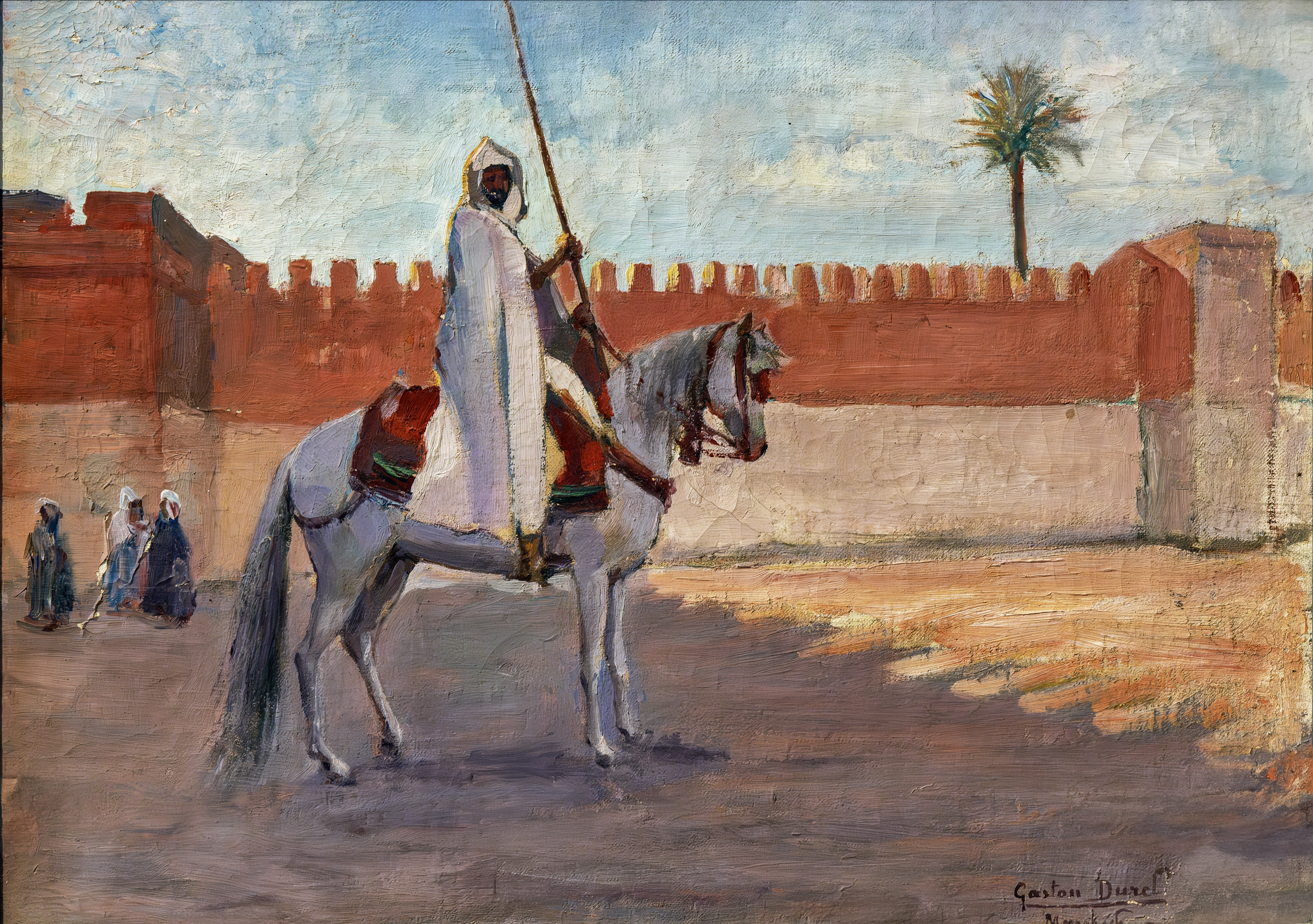
Cavalier sous les remparts de Marrakech - Musée des Beaux-Arts de Gaillac
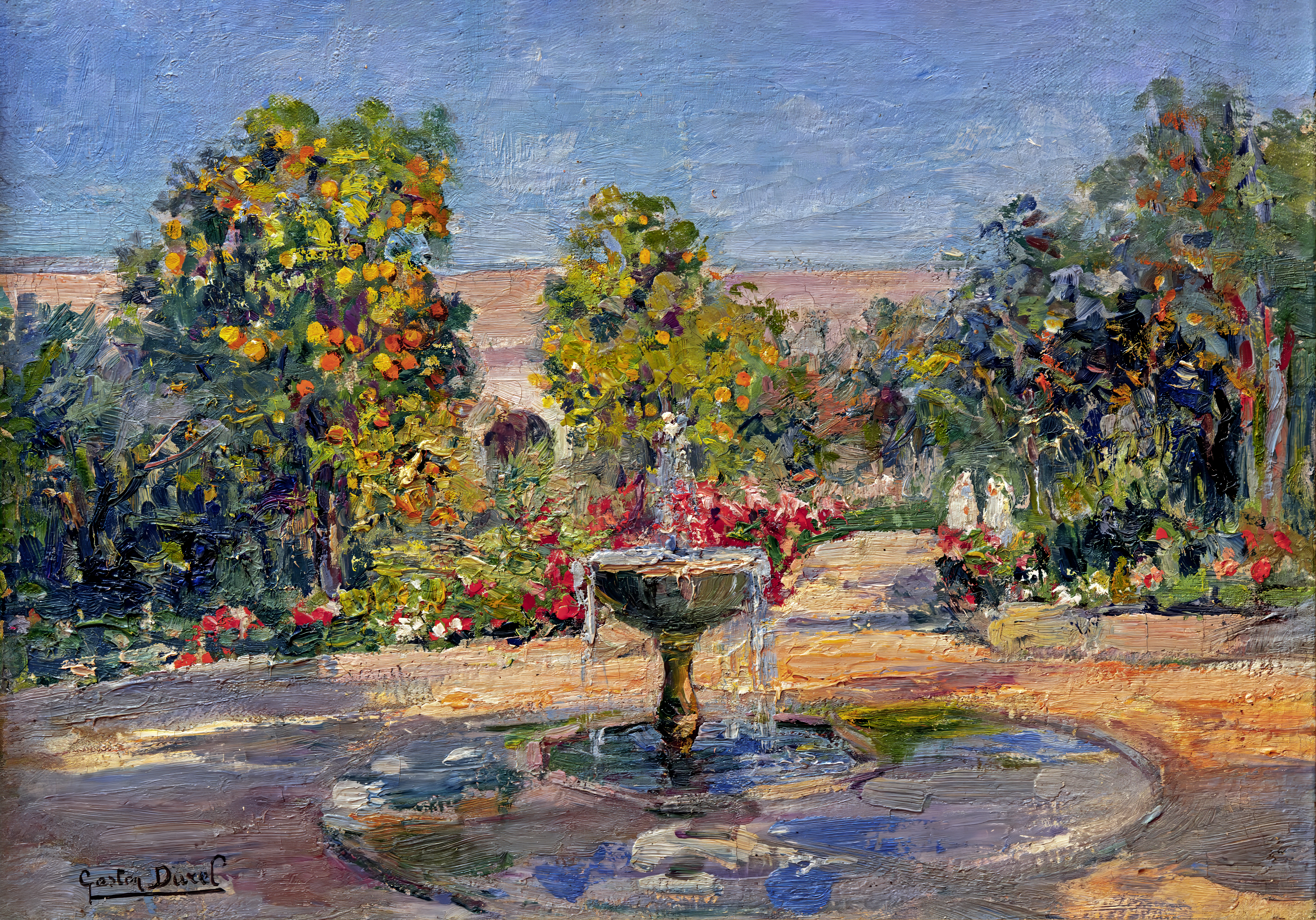
Jardin oriental et fontaine - Musée des Beaux-Arts de Gaillac
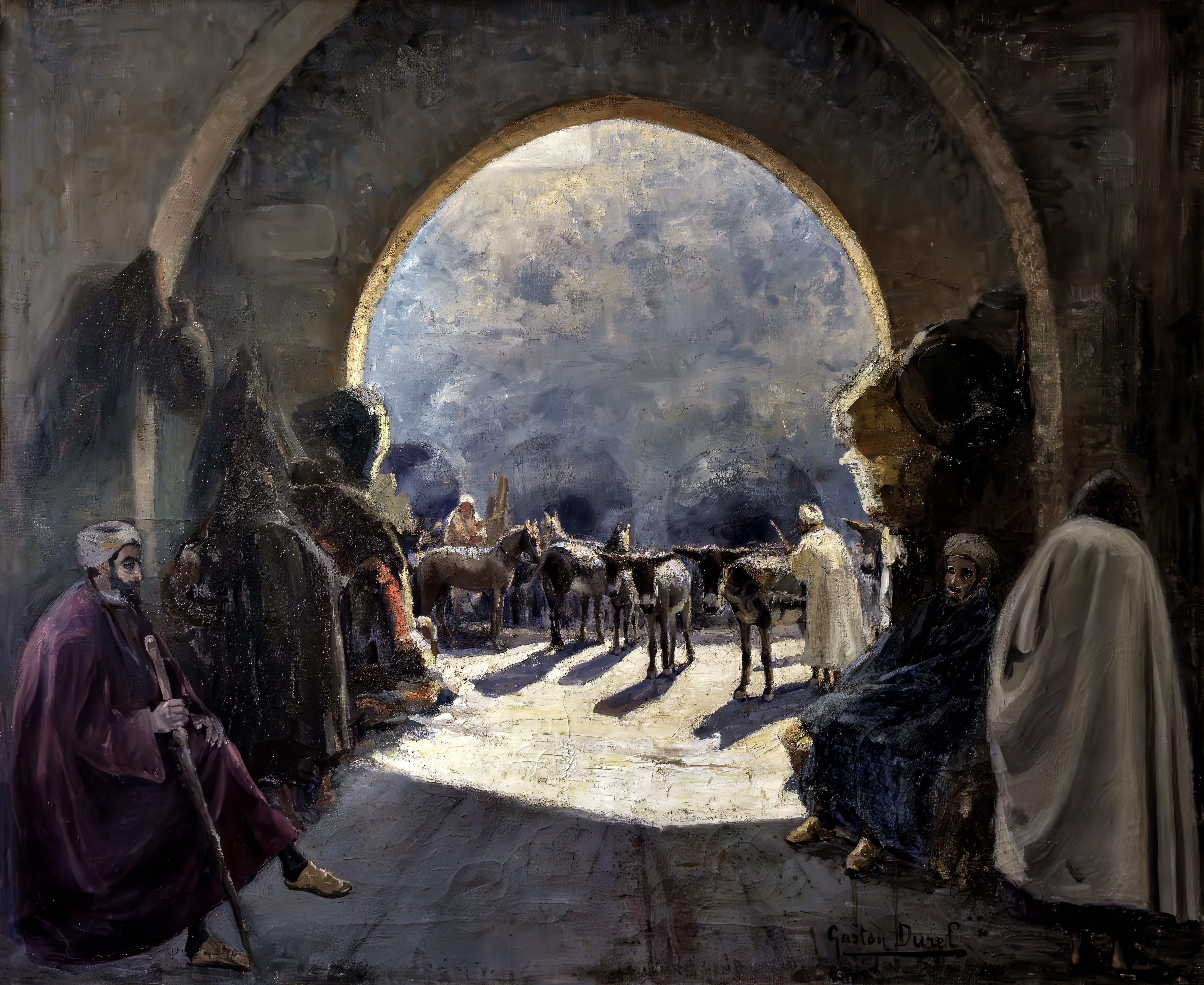
La foire aux ânes - Musée des Beaux-Arts de Gaillac
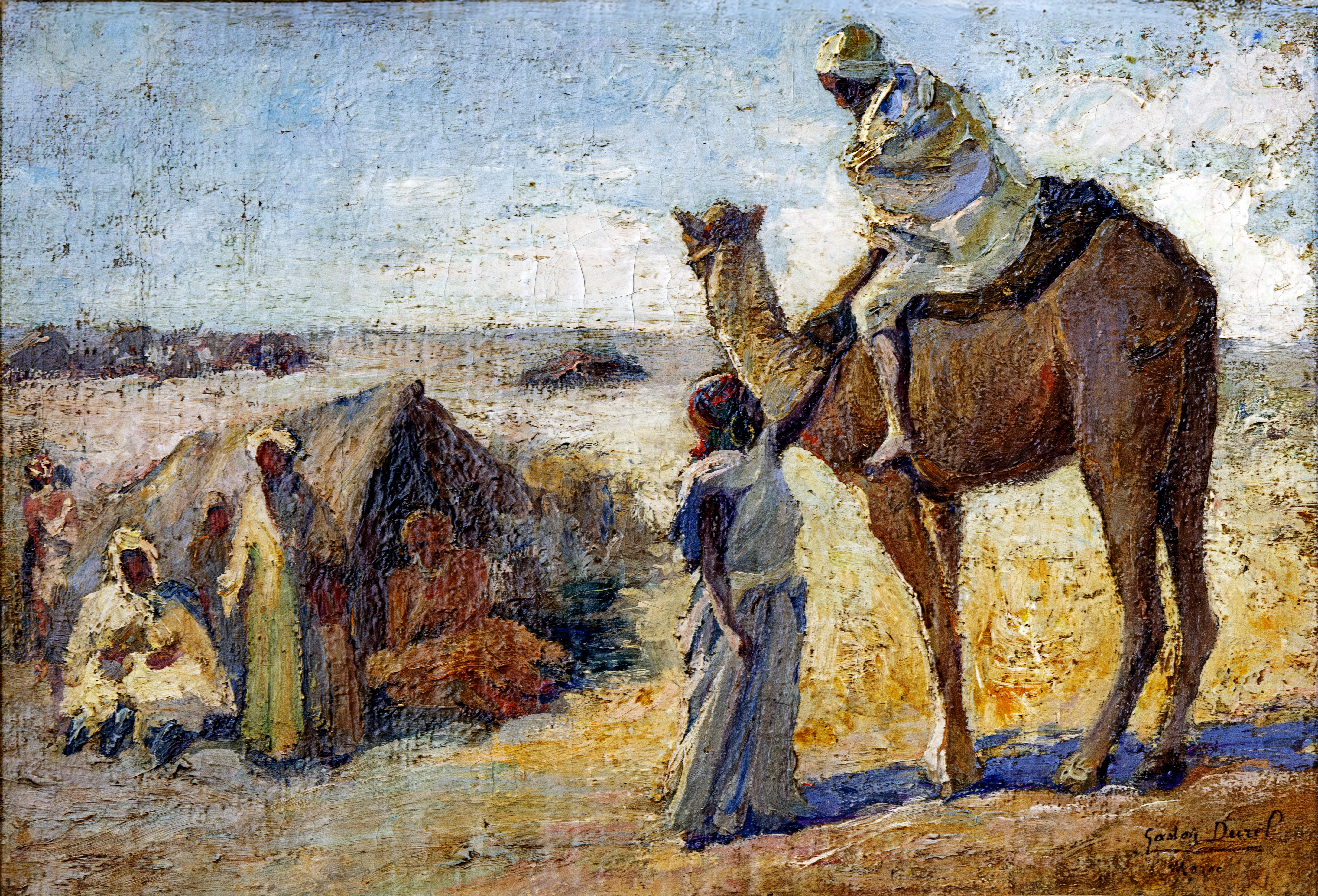
Rencontre dans le désert
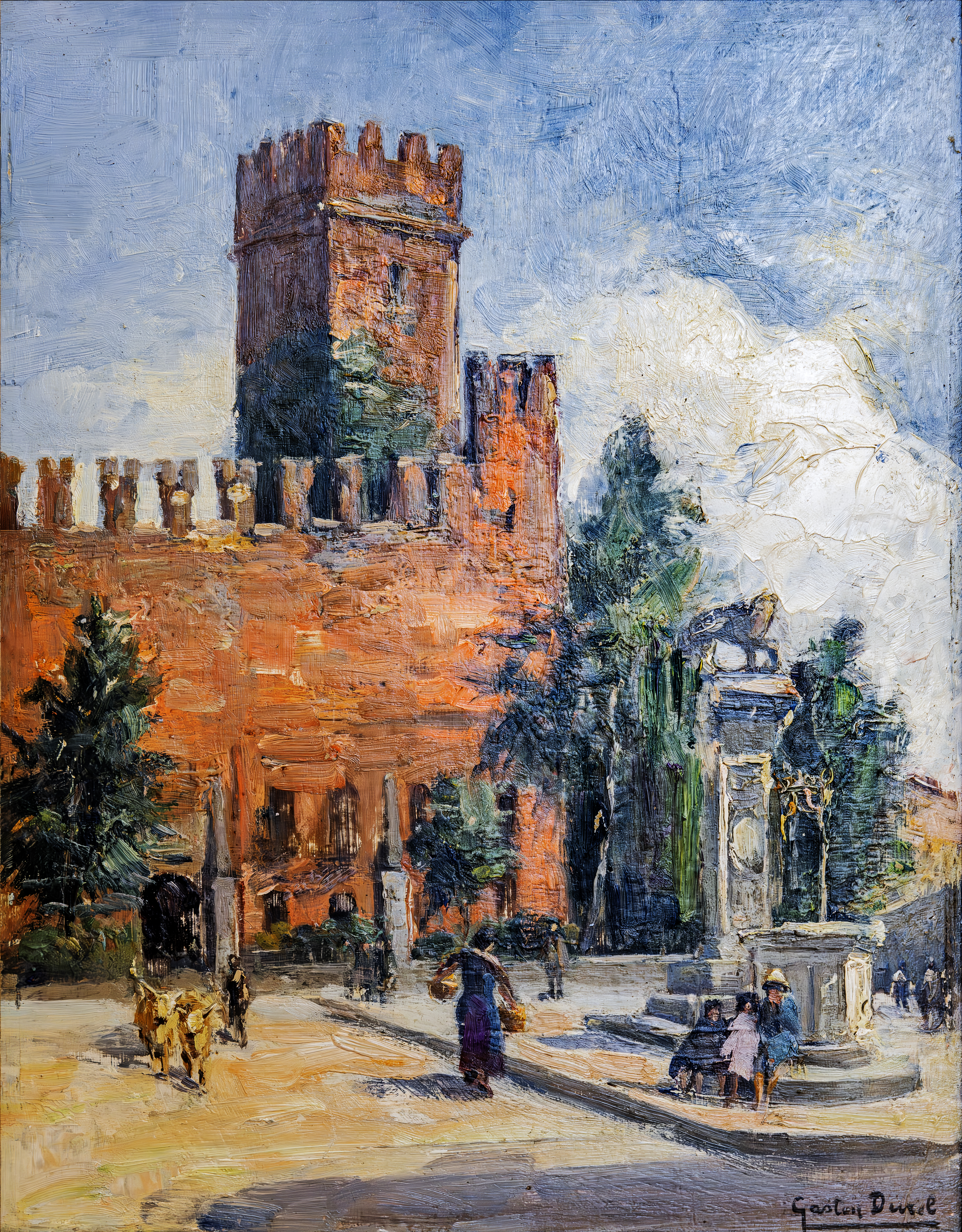
Ville animée avec fortifications rouges - Musée des Beaux-Arts de Gaillac
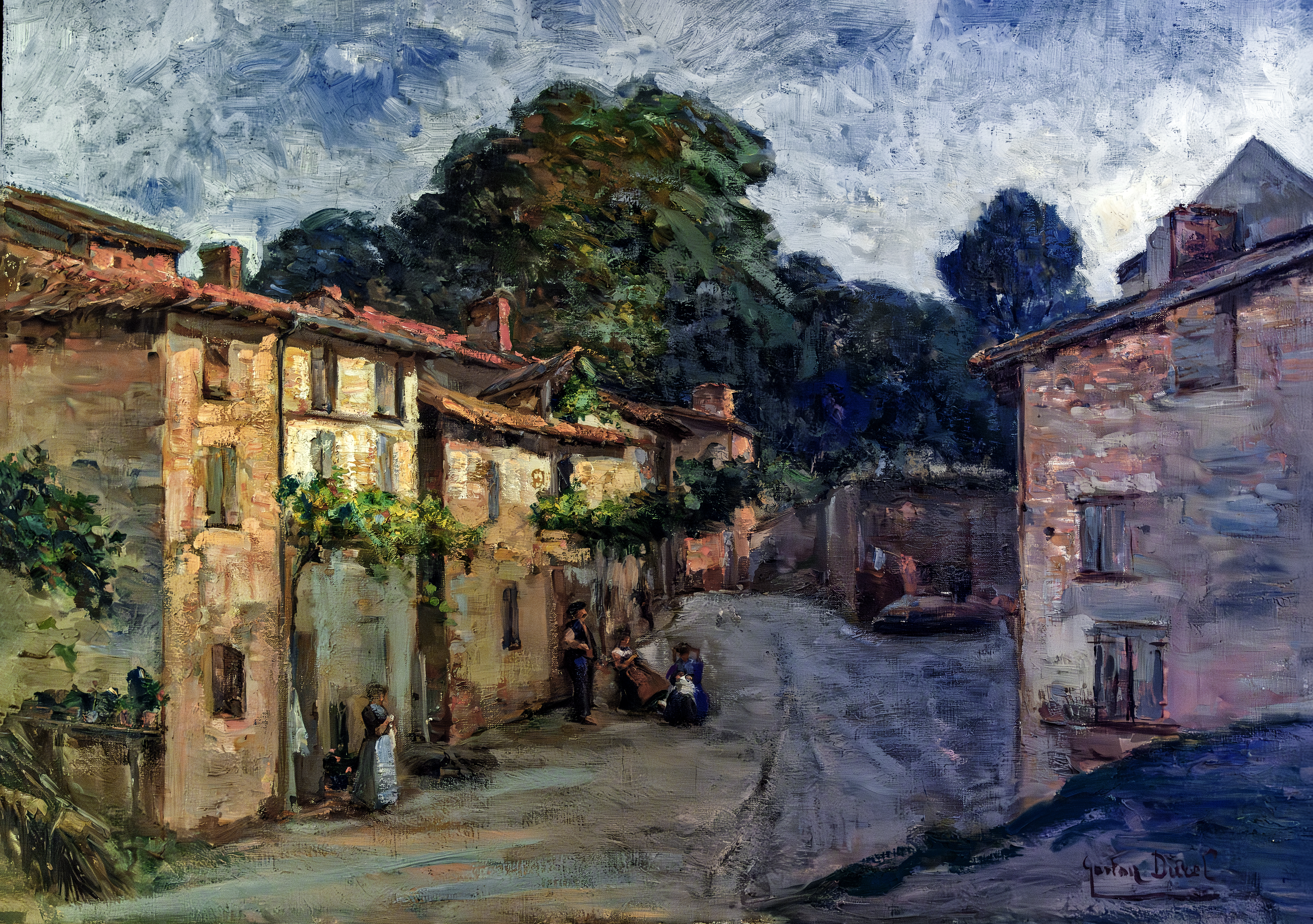
Une rue de Gaillac - Musée des Beaux-Arts de Gaillac
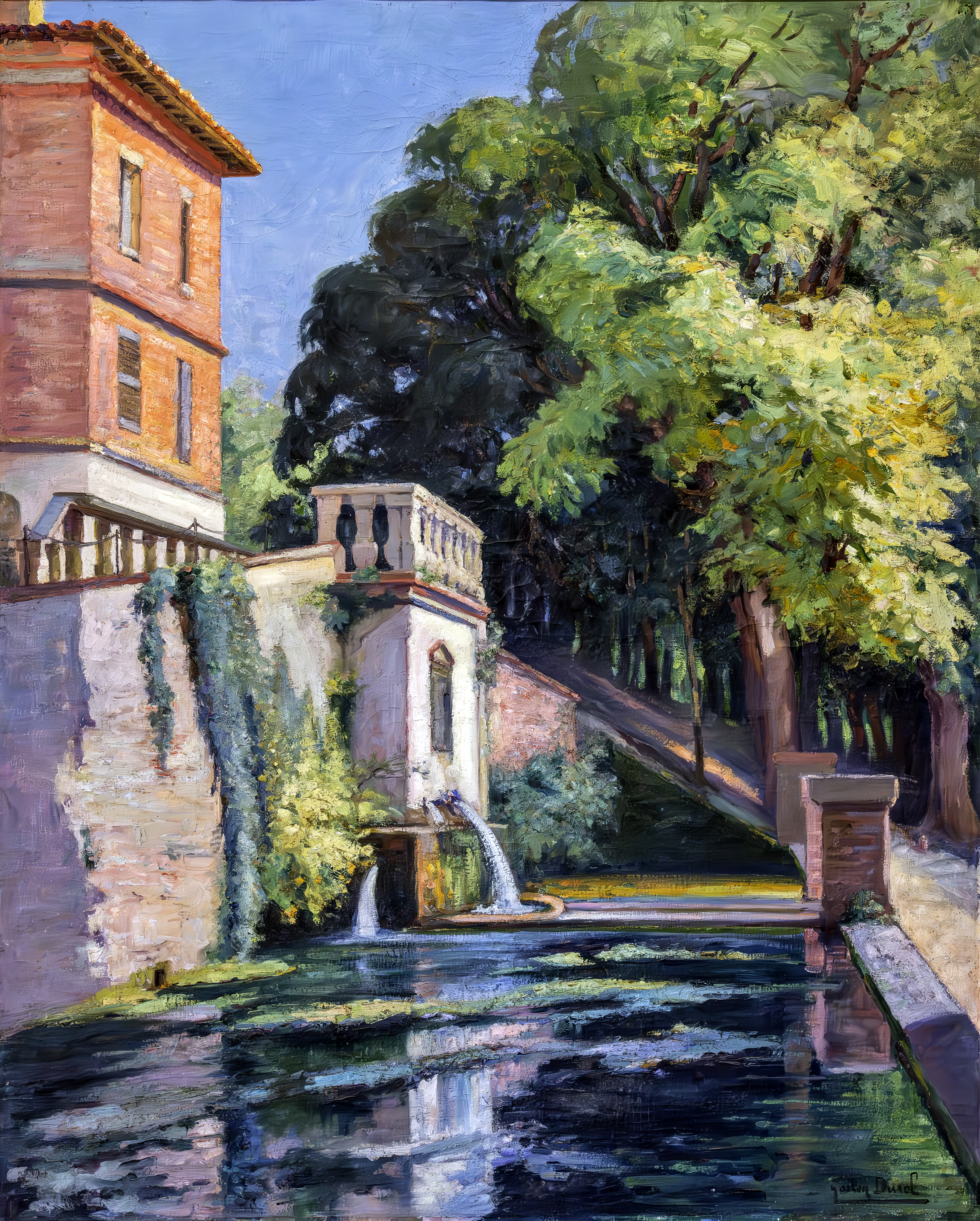
Château de Foucaud - Façade ouest - Musée des Beaux-Arts de Gaillac
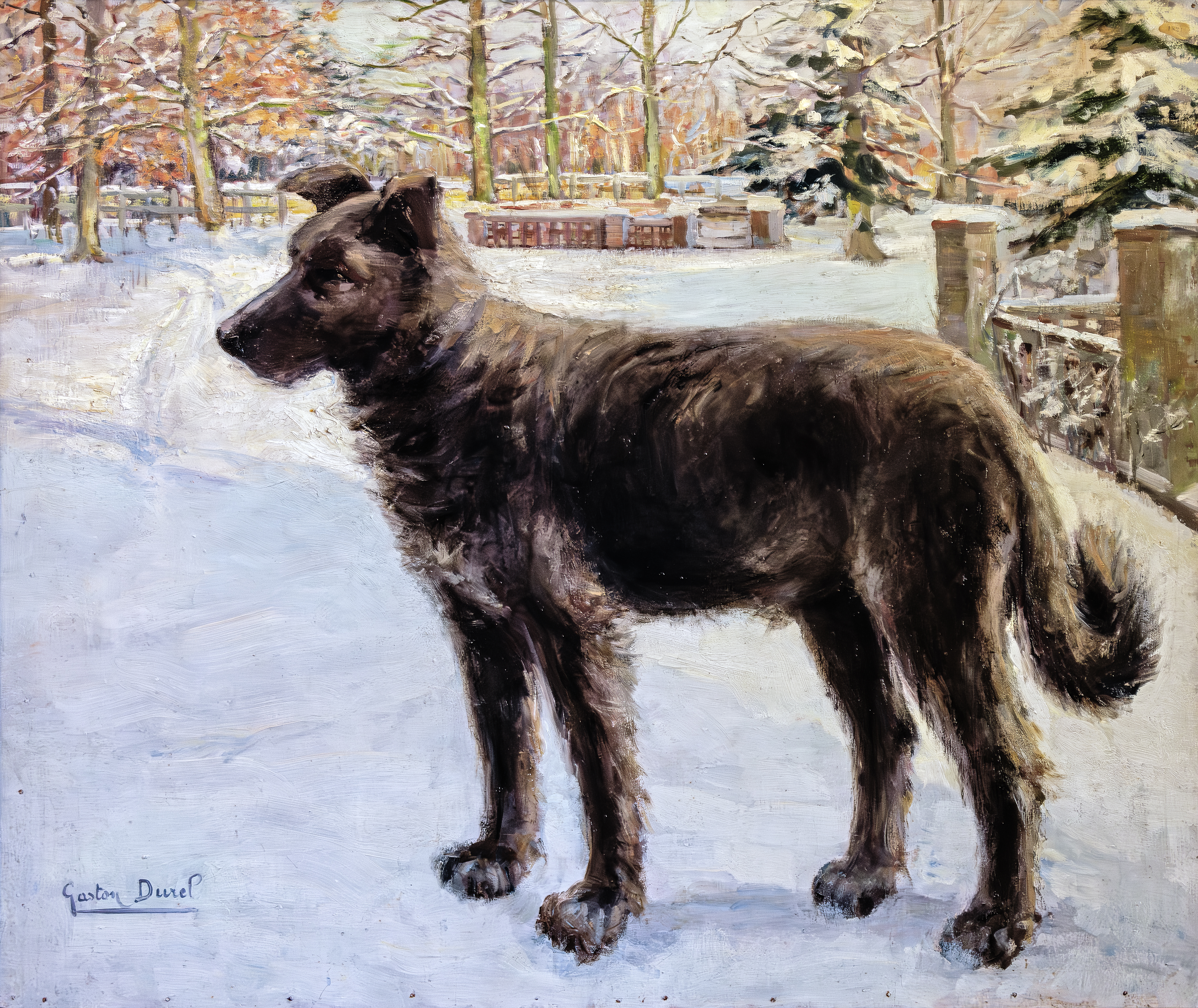
Grand chien dans un paysage de neig, vers 1930 - Musée des Beaux-Arts de Gaillac

## Récompense
- Chevalier de la Légion d'honneur, 12 janvier 1935.